# Mediación internacional del referéndum presidencial de Venezuela de 2016-2017
Diversas organizaciones, gobiernos y agrupaciones políticas internacionales participaron del proceso de mediación relacionado con la convocatoria al referéndum revocatorio por parte de la oposición al gobierno de Nicolás Maduro.

## Organizaciones internacionales

### Organización de Naciones Unidas
El 29 de agosto de 2016 una comisión de dirigentes de la MUD liderados por el diputado Luis Florido, presidente de la comisión de política exterior de la AN y presidente de la bancada de la MUD en el Parlamento del Mercosur se entrevistó en la sede de la ONU con el jefe del gabinete de la secretaría general de la ONU Edmond Mulet para solicitar la presencia del organismo como observador en la marcha nacional planificada por la oposición para el 1 de septiembre denominada "toma de Caracas" en la que la MUD planificaba exigir por medio de presión ciudadana la celeridad por parte del poder electoral para la convocatoria del referéndum revocatorio en 2016. El 3 de octubre el Secretario General de la ONU Ban Ki-Moon expresó en una rueda de prensa en la oficina de la ONU en Ginebra que a su juicio el gobierno venezolano debía escuchar la voz de sus ciudadanos expresada en las protestas y manifestaciones populares convocadas por la oposición.

### Organización de Estados Americanos
En mayo de 2015 tras completarse el periodo de José Miguel Insulza como secretario general de la OEA (con quien tanto el oficialismo como la oposición venezolanos tuvieron constantes desencuentros por la mediación del conflicto político dentro de Venezuela) se eligió como nuevo secretario general de la organización al excanciller de Uruguay Luis Almagro, militante del Frente Amplio (partido afiliado al Foro de São Paulo) y ministro de relaciones exteriores durante el gobierno de José Mujica, aliado regional clave del gobierno chavista, con el voto a favor del gobierno de Venezuela y de sus aliados en la región. Sin embargo, tan solo meses después de su elección, el secretario Almagro ofreció a la opinión pública una carta abierta dirigida a la presidenta del poder electoral de Venezuela Tibisay Lucena en la que cuestionaba lo que a su juicio eran condiciones electorales "injustas" en el país con miras a las entonces venideras elecciones parlamentarias del 6 de diciembre. por lo que desde entonces las relaciones entre el gobierno de Caracas y el secretario Almagro se volvieron abiertamente conflictivas. En mayo de 2016 se dirigió por primera vez en defensa abierta del llamado de la MUD a la celebración de un referéndum revocatorio antes de diciembre de 2016, considerando que la realización del referendo era "una responsabilidad del gobierno venezolano" y adelantó por primera vez su intención de llamar a una reunión del consejo permanente de la organización para discutir la crisis institucional del país, por lo que el gobierno venezolano llamó a los demás países miembros de la región a sancionar a Almagro por "injerencismo" en los asuntos internos de Venezuela. En junio, en vista del conflicto institucional por las sentencias emitidas por el TSJ en contra de las decisiones de la AN y los presuntos retrasos del CNE a la convocatoria del referéndum revocatorio, la MUD propuso por medio de la mesa directiva de la AN solicitar de manera formal al secretario Almagro la activación de la Carta Democrática Interamericana (CDI) por lo que calificaron como una "ruptura del orden constitucional", con pleno rechazo de los voceros del gobierno, de los que se aseguró se darían demandas jurídicas contra la directiva de la asamblea por "usurpar las funciones" del gobierno ejecutivo en materia de relaciones exteriores.
El 23 de junio de 2016 tuvo lugar una sesión plenaria del consejo permanente de la OEA para discutir la potencial presentación del informe del secretario Almagro sobre sus conclusiones sobre la situación de Venezuela que ameritarían la implementación de la CDI; la canciller de Venezuela Delcy Rodríguez demandó la cancelación de la sesión al considerarla un "golpe de estado" en contra de la normativa de la organización por no ser solicitada la activación de la CDI por el gobierno del país afectado por la misma, siendo la moción de Rodríguez rechazada por una votación de 20 países en contra y 12 a favor. En su informe, donde detallaba los numerosos factores de la crisis económica, política, institucional y social de Venezuela, Almagro se refirió en su último punto sobre la abierta posibilidad de que se cumpliesen los lapsos para que el referéndum revocatorio tuviese lugar en 2016. Finalizada la sesión sin una decisión firme sobre la implementación de la CDI ni una intervención en ese momento prevista del presidente de la AN Henry Ramos Allup. El consejo permanente volvió a reunirse el 29 de junio en una sesión que terminó con el acuerdo por consenso para la conformación de un "grupo de amigos" propuesto por Argentina en una sesión previa del 21 de junio que acompañase el proceso de diálogo entre el gobierno y la oposición venezolanos propuesto por la Unasur.
Tanto el gobierno como la oposición se atribuyeron a sí mismos la "victoria" del debate sobre la implementación de la CDI, mientras que para expertos como el propio secretario Almagro, la CDI se encontraba "activada" pero aún sin "implementar" dados los actos de mediación diplomática que aún debían presentarse antes de llegar a sanciones. El 11 de agosto, 15 Estados miembros de la OEA, a nombre de la organización, dirigieron un comunicado en el que se exigían el "cumplimiento sin demoras" de la convocatoria del referéndum revocatorio en Venezuela al tiempo que instaban a la concreción de un diálogo "franco y efectivo" entre gobierno y oposición. Tras el aparente fracaso de los esfuerzos de la comunidad internacional por acercar en un diálogo al gobierno de Venezuela con la MUD, y con los anuncios de la presidenta del CNE que anticipaban aplazamientos drásticos en los plazos para la convocatoria del referéndum revocatorio, el secretario Almagro aseguró en una entrevista del 23 de agosto que si se impedía la realización del referéndum hasta finalizado 2016, la OEA impodria "sanciones más drásticas" contra el gobierno de Venezuela.

### Unión Europea
En abril, la Unión Europea propuso de manera pública servir junta a la OEA como asistentes técnicos para la realización del referéndum revocatorio en Venezuela Sin recibir respuesta de parte del poder electoral venezolano. En mayo, el ministro de asuntos exteriores de España José García-Margallo solicitó a la UE "no permanecer impasible" ante la crisis venezolana, a lo cual la Alta Representante de la Unión para Asuntos Exteriores y ex-ministra de asuntos exteriores de Italia Federica Mogherini expresó en el Parlamento Europeo que el referéndum revocatorio propuesto por la oposición de Venezuela "tiene que hacerse en 2016" El 8 de junio las 4 fracciones más grandes del Eurocámara (PPE, S&D, ALDE y CRE) aprobaron con el voto en contra de GUE-NGL y la abstención de Podemos una resolución para solicitar la liberación de los presuntos presos políticos de Venezuela, el fin del conflicto de poderes y la realización del referéndum revocatorio en 2016.
El 17 de julio el Consejo de Ministros de la Unión Europea aprobó nombrar al ex-presidente de España José Luis Rodríguez Zapatero como "enviado especial de la Unión Europea para Venezuela", en el marco de la propuesta de diálogo entre el gobierno y la oposición de ese país planteada por la Unasur mediante la mediación de Zapatero, de manera que éste pudiese hablar en nombre de la organización supranacional. El 1 de agosto el secretario general del partido socialcristiano Copei Robert García se reunión con representantes de la UE para discutir el estado de la solicitud de la MUD para la convocatoria del revocatorio y resaltar la importancia de la representación internacional ante el posible evento electoral. El 22 de septiembre el diputado venezolano por la MUD y presidente de la bancada venezolana al Parlatino Ángel Medina expresó que el Eurolat aprobó una declaración oficial para expresar su preocupación por la crisis venezolana al tiempo que se exigía el "cumplimiento de las normas constitucionales y la utilización de todos los instrumentos democráticos para la resolución de conflictos."

### Parlamento Latinoamericano
El 29 de abril diputados de la MUD, entre ellos el presidente de la bancada venezolana ante el Parlatino Ángel Medina, se reunieron con el secretario general de la OEA Luis Almagro para instarle a que solicitara al poder ejecutivo de Venezuela la aprobación de una misión de observación internacional ante el eventual referéndum revocatorio. El diputado Medina junto al también diputado por la MUD al Parlatino Euroro González expusieron ante la reunión entre el Parlatino y la Eurocámara del 17 de mayo de la Eurolat su visión de la crisis política y social de Venezuela defendiendo el referéndum revocatorio como el "mecanismo idóneo" para resolver dicha crisis.
Durante un foro del Parlatino para proponer posibles soluciones a la crisis venezolana del 26 de julio, el diputado Medina saludó la disposición del parlamento de servir como intermediador en el posible diálogo entre gobierno y oposición, pero reiteró la posición de la MUD de que entre las condiciones del diálogo se encontraba el respeto a la realización del revocatorio. El 22 de septiembre el diputado Medina expresó que el Eurolat aprobó una declaración oficial para expresar su preocupación por la crisis venezolana al tiempo que se exigía el "cumplimiento de las normas constitucionales y la utilización de todos los instrumentos democráticos para la resolución de conflictos."

### Unión de Naciones Suramericanas

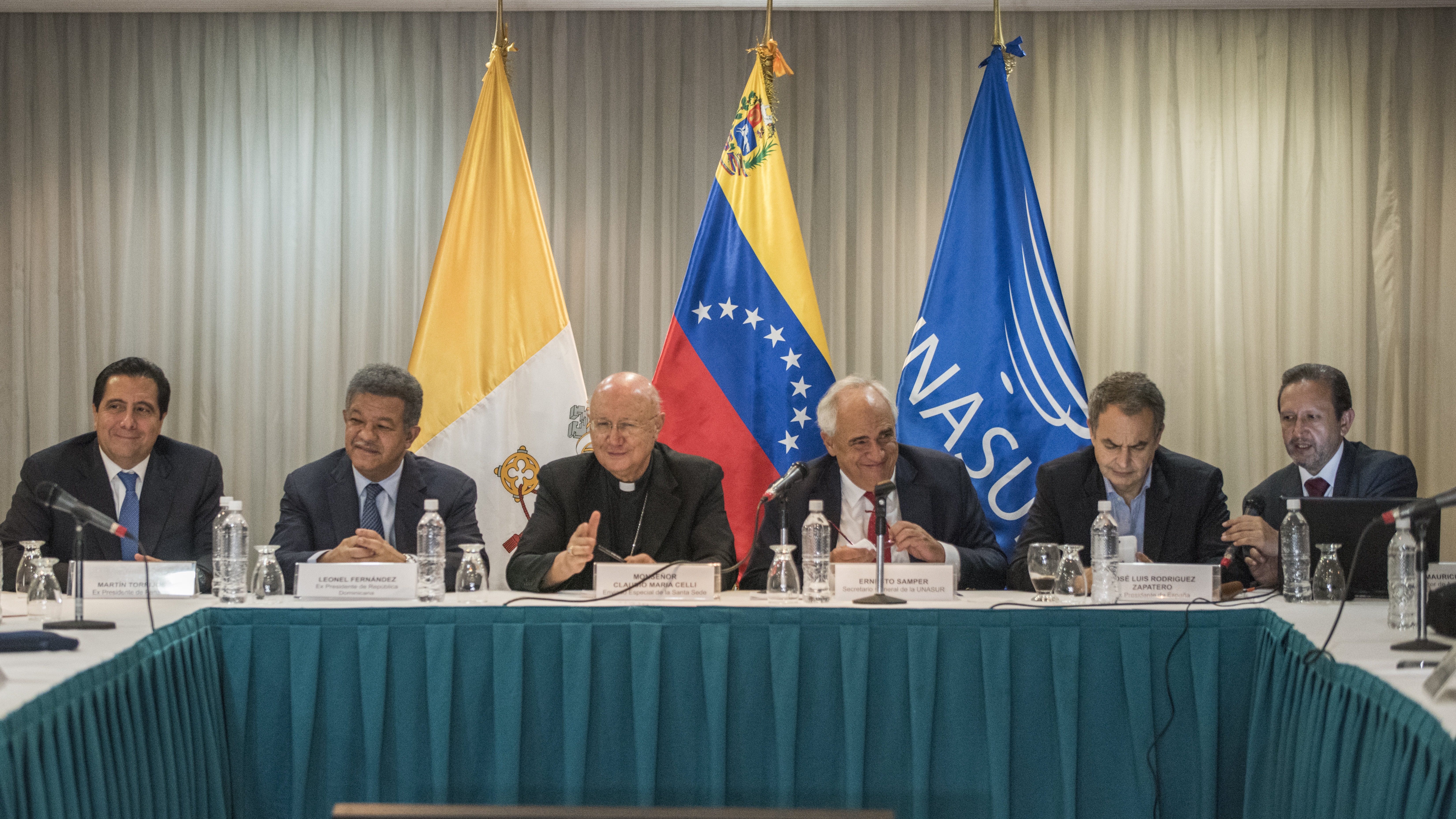
Mesa de diálogo instalada el 12 de diciembre de 2016, mediada por el Vaticano y la UNASUR.

En mayo de 2016, la Unasur, bajo la presidencia pro tempore del gobierno de Venezuela y la secretaría general del expresidente de Colombia Ernesto Samper (constantemente acusado de ser un actor político parcializado a los intereses del gobierno venezolano) presentó una propuesta para la conformación de una mesa de diálogo entre el gobierno y la oposición venezolanos con la intermediación de un grupo negociador conformado por el ex-presidente de Panamá Martín Torrijos, el ex-presidente de República Dominicana Leonel Fernández y el ex-presidente del gobierno de España José Luis Rodríguez Zapatero quienes venían llevando una serie de encuentros privados por separado con los actores de ambos grupos políticos. En el marco de la mediación de la Unasur, el expresidente español Zapatero durante una visita a Caracas el 4 de junio visitó al dirigente de Voluntad Popular Leopoldo López, condenado a 14 años de prisión y visto por la oposición venezolana como un icónico "preso político", en su celda en la Cárcel de Ramo Verde, siendo la primera figura pública internacional al que se le permitió la comunicación personal con el líder político encarcelado, cuando antes y después una extensa lista de personalidades internacionales que intentaron entrevistar a López fueron impedidos de tal fin por un riguroso cerco militar.
Tras la reunión, familiares y cercanos a López denunciaron por medios públicos que, según los dicho por el propio López, el expresidente Zapatero habría presuntamente aprovechado su entrevista con el líder de VP para ofrecerle su probable liberación de prisión a cambio de su abierta participación para el aplazamiento o cancelación de la convocatoria del referéndum revocatorio, con el rechazo categórico de López a la supuesta propuesta. Tras tales declaraciones, la oposición repudió inmediatamente a Zapatero como mediador en el conflicto político venezolano mientras que el propio Zapatero defendió la imparcialidad y los potenciales resultados de su mediación para un posible diálogo en Venezuela en una reunión con el concejo permanente de la OEA el 21 de junio (convocada como previa a la del 23 de junio sobre la posible activación de la CDI) con el respaldo de la canciller venezolana Delcy Rodríguez, en la que la delegación argentina propuso la ampliación de la delegación de diálogo de la Unasur mediante la integración de un "grupo de amigos de la OEA", propuesta eventualmente aprobada por el organismo el 29 de junio.
La MUD por su parte impuso una serie de condiciones para aceptar el posible diálogo propuesto por la Unasur que incluían la integración del Vaticano como miembro mediador (condición oficialmente aceptada por el gobierno venezolano pero que después se divulgaría que no se habría realizado la solicitud formal al nuncio apostólico) y la realización plena del referéndum revocatorio en 2016 siendo para la oposición el evento electoral un derecho constitucional no-negociable y ajeno a posibles acuerdos, mientras que para el oficialismo la posible realización del referendo en 2016 dependería de la disposición de la MUD a negociar, rechazando la posición de condicionar al diálogo a la realización del mismo, y además afirmaron que si se incluía el revocatorio como parte de la agenda de diálogo el gobierno expondría las presuntas pruebas del "fraude" a su juicio cometido por la MUD en la fase de promoción de la convocatoria del referéndum. El 29 de septiembre el secretario Almagro oficializó la integración de la iglesia católica a los diálogos de Venezuela, asegurando que con ello se abría "un nuevo espacio de diálogo" en el país.

### Mercado Común del Sur
El 25 de abril los diputados por la MUD en el Parlamento del Mercosur realizaron una protesta durante la celebración de la sesión en la que se conmemoró el 25 aniversario de la fundación del bloque regional en la que exigieron la celebración del referéndum revocatorio y la liberación de los que en la oposición venezolana son considerados presos políticos. La crisis social y política en Venezuela desató una crisis interna en el funcionamiento del bloque regional, cuando en julio Uruguay anunció su intención de ceder la presidencia pro tempore de la organización a Venezuela en función del ciclo de rotación alfabética del puesto, lo que fue rechazado por "inconsulta" inicialmente por el gobierno de Paraguay, después por el gobierno provisional (establecido tras el comiendo del juicio político contra Dilma Rousseff) de Brasil y por último por el gobierno de Argentina, según dichos gobiernos porque el país no habría completado las condiciones impuestas durante su integración en el bloque para completar su membresía lo que la pondría en riesgo de ser expulsada de la organización pero también por las condiciones de persecución a la oposición y represión de los derechos civiles en el país, entre ellos al referéndum revocatorio, que lo harían susceptible a sanciones en el marco de la cláusula democrática del Mercosur.
El 29 de julio la cancillería uruguaya anunció que daba por concluido su periodo como sede de la presidencia del Mercosur sin hacer mención explícita al traspaso del puesto y el 30 de julio la cancillería venezolana anunció que asumiría unilateralmente la presidencia del bloque y el 5 de agosto se izó la bandera del Mercosur (símbolo de la asunción de las funciones como presidencia pro tempore) en la sede de la cancillería, dado inicio a lo que muchos analistas han descrito como "presidencia de facto del Mercosur", explícitamente rechazada por los gobiernos de Paraguay, Brasil y Argentina, para quienes el puesto de presidente pro tempore de la organización estaba formal y oficialmente "vacante" dado que no había tenido lugar el traspaso de mando oficial en presencia de los países miembros de la organización, y desde el 23 de agosto los países fundadores del bloque establecieron una "dirección colegiada de emergencia" para dirigir la organización hasta concluido el año 2016 con el contundente rechazo del gobierno venezolano cuya canciller Delcy Rodríguez acusó a los gobiernos de Paraguay, Brasil y Argentina de conformar una "Nueva Triple Alianza" de "extrema derecha" que llevase a cabo una "operación cóndor" en contra de los intereses de Venezuela, declaraciones que provocaron una crisis diplomática entre Venezuela y Paraguay dado que el término "triple alianza" (referencia a una guerra demográficamente catastrófica para Paraguay en el siglo XIX) a juicio del gobierno paraguayo había "herido los sentimientos nacionales" de los paraguayos.
El 8 de agosto la diputada ante la AN por UNT Verónica Barboza acusó al presidente Maduro de usar la crisis del Mercosur como medida de distracción para evadir la atención a la convocatoria del referéndum revocatorio mientras que el 17 de agosto el canciller brasileño José Serra en una reunión con el presidente de la fracción de la MUD ante el Parlamento del Mercosur Luis Florido ratificó que a su juicio el gobierno venezolano no podía asumir la presidencia del Mercosur por ser "un régimen autoritario" y puso como principal prueba de su posición la negativa del gobierno venezolano de permitir la realización del revocatorio. El 14 de septiembre Uruguay cedió en su posición, y acordó con el resto de los países fundadores del Mercosur establecer de manera oficial y definitiva una presidencia colegiada de los 4 gobiernos de la organización, en detrimento de la presunta presidencia ejercida por el gobierno venezolano, al tiempo que la nueva presidencia conjunta dictaminó darle al gobierno venezolano un plazo no posterior al 1 de diciembre para que Venezuela adaptase sus normativas legales y arancelarias a los acuerdos del bloque, bajo riesgo de ser suspendido de su membresía en el caso de no acatar la decisión.

## Gobiernos

### Argentina
A las pocas semanas de ganar las elecciones presidenciales en Argentina, el entonces presidente electo Mauricio Macri anunció su intención de convocar la cláusula democrática del Mercosur para pedir sanciones contra el gobierno de Venezuela por la persecución que tenía lugar en ese país contra los derechos políticos de la oposición,  pero luego de que en las elecciones parlamentarias del 6 de diciembre el gobierno venezolano reconociera la victoria de la MUD, el presidente Macri desistió públicamente de dicha pretensión. Al año siguiente la República Argentina suscribió un comunicado conjunto con los gobiernos de Colombia, Chile y Uruguay publicado el 31 de mayo en el que las cuatro naciones llamaron a la realización del referéndum revocatorio en Venezuela como parte de los mecanismos pacíficos para resolver la crisis social y política de ese país. Sin embargo durante los debates en la OEA sobre la aplicación de la CDI el presidente Macri mostró escepticismo sobre la efectividad de la misma para resolver la crisis venezolana, llevando a la delegación argentina a proponer el apoyo al diálogo con mediación de la Unasur como alternativa ante el Consejo Permanente del organismo lo que fue interpretado por analistas internacionales como un "debilitamiento" de la postura de Macri ante la situación venezolana en la que incluso hayaron "fisuras" ante la posición más crítica de su canciller Susana Malcorra, valiéndole duras críticas a Macri por parte del secretario general de la OEA Luis Almagro.
Macri sin embargo reasumió su postura opuesta ante el gobierno venezolano ante la crisis de la Unasur, al rechazar el posible nombramiento de Venezuela ante la presidencia pro tempore de Mercosur, que este presumiría asumir desde el 30 de julio, y el 10 de agosto, Macri expresó abiertamente su postura a favor de la realización del referéndum revocatorio y su gobierno suscribió una declaración conjunta respaldada por otros 14 países y publicada el día siguiente a nombre de la OEA donde se solicitaba la pronta realización de dicho referendo. El 29 de septiembre la cancillería argentina junto a las cancillerías de Brasil, Chile, Paraguay, México y Perú emitieron una declaración conjunta para expresar su mutua preocupación por las declaraciones del poder electoral venezolano en las que se estipulaba la posibilidad de que de convocarse el referéndum presidencial contra el mandato de Nicolás Maduro este tendría lugar en el primer trimestre de 2016, dado que ello "afectaría el sentido de la consulta", al tiempo que se ratifica el apoyo de dichos gobiernos al diálogo entre los venezolanos.

### Brasil
Tras el comienzo del proceso de destitución contra la presidenta Dilma Rousseff, se nombró como jefe del gobierno provisional al hasta entonces vicepresidente Michel Temer, cuya política internacional hacia los aliados del PT fue desde sus inicios vista como opuesta a la de su predecesora. El gobierno de Temer ante el comienzo de la crisis del Mercosur expresó que no se ponía estrictamente al derecho del gobierno de Venezuela de asumir la presidencia pro tempore del bloque regional (inicialmente rechazada por Paraguay), pero que para tener tal derecho el estado venezolano debía completar su adaptación jurídica y fiscal a los acuerdos del organismo para el cual se había cumplido su plazo preferencial de adaptación a los acuerdos del bloque, siendo la posición más severa al respecto dentro del gobierno provisional la del canciller brasileño José Serra quien calificó la inclusión de Venezuela como miembro pleno del Mercosur en 2012 como "un error". El 3 de agosto el canciller Serra anunció que su gobierno desconocía la "auto-proclamacion" del gobierno Venezolano como presidente pro tempore del Mercosur, considerando "vacante" tal puesto.
El 14 de agosto el canciller Serra ratificó la postura de su gobierno asumida conjuntamente con los de Argentina y Paraguay de que Venezuela no asumiría la presidencia de Mercosur en el 2016 dado que su membrecía no era ni "plena" ni "legitima" por no haber asumido los compromisos con el bloque, pero también porque el país no se encontraba en condiciones de asumir el cargo dada la crisis que enfrentaba y dado que, a juicio de Serra, el gobierno venezolano debía "restablecer la democracia" liberando al llamados presos políticos y garantizando las libertades civiles. Días después el 17 de agosto el canciller Serra se reunió con el presidente de la bancada de la MUD en el Parlamento del Mercosur Dip. Luis Florido, con quien declaró que el gobierno venezolano no debía asumir la presidencial del Mercosur por tratarse de un "régimen autoritario", poniendo como evidencia los presuntos esfuerzos del gobierno en impedir la realización del referéndum revocatorio convocado por la oposición, y aseguró que para su gobierno tal referendo sería considerado "fraudulento" en caso de tener lugar después del año 2016; en contraposición, el gobierno venezolano reaccionó calificando al gobierno provisional brasileño como una "dictadura impuesta" al considerar el juicio político contra Rousseff como un "golpe de estado".
El 31 de agosto se completó el proceso de "impeachment" en el que el Senado de Brasil decidió la destitución de Dilma Rousseff como presidenta, por lo que Michel Temer asumió de manera definitiva la presidencia del país, tras lo cual Venezuela rompió relaciones con Brasil junto a otros países miembros del ALBA para los cuales había tenido lugar un "golpe de estado".  El 29 de septiembre la cancillería brasileña se suscribió a una declaración conjunta con las cancillerías de Argentina, Chile, Paraguay, Perú y México para expresar su mutua preocupación por las declaraciones del poder electoral venezolano en las que se estipulaba la posibilidad de que de convocarse el referéndum presidencial contra el mandato de Nicolás Maduro este tendría lugar en el primer trimestre de 2016, dado que ello "afectaría el sentido de la consulta", al tiempo que se ratifica el apoyo de dichos gobiernos al diálogo entre los venezolanos.

### Canadá
El 14 de junio el ministro de asuntos exteriores de Canadá Stéphane Dion llamó a la realización de un referéndum revocatorio en Venezuela como "mecanismo pacífico" para la "reconciliación nacional" y la resolución de la crisis social en ese país durante una reunión en Santo Domingo de la Asamblea General de la OEA.
Durante el debate del consejo permanente de la OEA del 23 de junio sobre el estado de derecho en Venezuela, la embajadora canadiense ante el organismo Jennifer May Loten pidió que el bloque conformase un grupo de observación para el referéndum revocatorio, alegando que la asistencia técnica del organismo sería un "primer paso" para que se respetasen las instituciones y los derechos humanos y se liberasen a los llamados presos políticos, al tiempo que reiteró el llamado del gobierno canadiense al diálogo entre venezolanos. El 11 de agosto Canadá formó parte de los 15 países que se sumaron a la declaración conjunta en la que se pedía en nombre de la OEA la realización pronta del referendo presidencial, siendo la delegación canadiense la encargada de leer el comunicado ante el embajador venezolano en el bloque.

### Chile
El gobierno de Chile se sumó a una declaración en conjunto con Colombia, Argentina y Uruguay divulgada el 31 de mayo para expresar el apoyo de dichos países a las iniciativas de diálogo entre gobierno y oposición venezolanos, al tiempo que se llamaba al no retardo para la realización del referéndum presidencial solicitado por la MUD. La representación chilena en la OEA se sumó a la firma del comunicado de dicha organización suscrito por otros 14 países miembros del bloque divulgado el 11 de agosto para solicitar al gobierno venezolano que permitiese la realización "sin retardos" del referendo en ese país. El 11 de junio las cancillerías de Uruguay, Argentina y Chile celebraron el anuncio del poder electoral venezolano de que tendría lugar el proceso de verificación de la fase de promoción con el que daba continuidad a la convocatoria del referendo.
El 1 de septiembre la Cámara de Diputados de Chile aprobó una resolución no vinculante para solicitar a la presidenta Michelle Bachelet que mediante la condición de Chile como miembro asociado del Mercosur solicitase la revocación formal del gobierno de Venezuela de su condición de presidente pro tempore de la organización por considerarlo un gobierno que no garantiza los derechos humanos en su país. El 29 de septiembre la cancillería chilena se suscribió a una declaración conjunta con las cancillerías de Argentina, Brasil, Paraguay, Perú y México para expresar su mutua preocupación por las declaraciones del poder electoral venezolano en las que se estipulaba la posibilidad de que de convocarse el referéndum presidencial contra el mandato de Nicolás Maduro este tendría lugar en el primer trimestre de 2016, dado que ello "afectaría el sentido de la consulta", al tiempo que se ratifica el apoyo de dichos gobiernos al diálogo entre los venezolanos.

### Colombia
El 31 de mayo el gobierno de Colombia dirigió una declaración conjunta junto a las cancillerías de Argentina, Chile y Uruguay en la que manifestaron "apoyo" a esfuerzos de diálogo en Venezuela y a la realización de mecanismos constitucionales para la resolución de la crisis en el país, con especial mención al referéndum revocatorio, manifestando "disposición a colaborar y acompañar" dicha medida.
El 11 de agosto Colombia suscribió junto a otros 14 países integrantes de la OEA un comunicado para solicitar la convocatoria "sin demoras" del referendo en Venezuela, mientras que de manera simultánea su presidente, Juan Manuel Santos, se reunía con Nicolás Maduro en un anuncio conjunto del proceso de reapertura del tránsito en la frontera colombo-venezolana, cerrada por orden del mandatario venezolano casi un año antes. En una entrevista con el diario español El País publicada el 4 de agosto el presidente Santos expresó que la entonces recientemente suscitada "toma de Caracas" demostraba que los venezolanos deseaban que se "agilizara" la convocatoria del referendo presidencial, asegurando que los venezolanos tenían derecho a tal reclamo y que desde Colombia estaban dispuestos brindar su apoyo para evitar una posible "implosión social" en el país vecino.

### España
En mayo, el ministro de asuntos exteriores de España José García-Margallo solicitó a la UE "no permanecer impasible" ante la crisis venezolana, a lo cual la Alta Representante de la Unión para Asuntos Exteriores y ex-ministra de asuntos exteriores de Italia Federica Mogherini expresó en el Parlamento Europeo que el referéndum revocatorio propuesto por la oposición de Venezuela "tiene que hacerse en 2016"
Margallo se reunió con Mogherini el 3 de junio en una reunión de ministros de la UE en París, en donde destacó la importancia de que el referéndum solicitado por la oposición venezolana tuviese lugar antes de finalizado el año para conseguir efectos políticos que permitiesen resolver la crisis de ese país, al tiempo que destacó la disposición del gobierno español de apoyar las propuestas de diálogo entre el gobierno y la oposición venezolanos. El 2 de septiembre tras la realización de la llamada "toma de Caracas" la cancillería española elevó un comunicado en el que destacaba la masiva participación de la oposición en dicha marcha como "evidencia de la urgencia" de la ciudadanía por la celeridad en la convocatoria del referéndum revocatorio, al tiempo a que llamó al gobierno venezolano para que evaluara dicha manifestación como un "nuevo impulso" para que se elevara el "diálogo y reconciliación" en ese país y como invitación para la liberación de los presuntos presos políticos venezolanos; en respuesta la embajada venezolana en Madrid difundió una nota de prensa en rechazo al comunicado del gobierno español, tildándolo de "injerencista".

### Estados Unidos
Durante la cumbre de la OEA del 23 de junio donde se discutía el cumplimiento del estado de derecho en Venezuela, el embajador de los Estados Unidos ante el organismo Michael J. Fitzpatrick aseguró que aunque su gobierno apoyaba la propuesta de un diálogo entre el gobierno y la oposición venezolanos, el mismo no debía usarse como obstáculo para otras "soluciones reales" a la crisis de ese país, y que las mismas pasaban por la liberación de los llamados presos políticos de Venezuela y la realización de un referéndum revocatorio en 2016, lo que le valió el airado rechazo de parte de la canciller venezolana Delcy Rodríguez, quien aseguró que los Estados Unidos son un país "sin moral" para hablar de derechos humanos.
El 24 de junio el subsecretario de Estado de EE. UU. para Asuntos Políticos y ex-encargado de negocios entre ese país y Venezuela Thomas Shanon declaró que a juicio de su gobierno la convocatoria de un referéndum revocatorio y de la CDI eran "esfuerzos válidos". Durante una reunión de los jefes de gobierno del TLCAN en Ottawa el 30 de junio, el presidente de los EE. UU. Barack Obama se refirió de manera directa a Venezuela ante la prensa haciendo un llamado para que tuviese lugar el diálogo entre gobierno y oposición venezolanos, al tiempo que llamó al gobierno venezolano para la liberación de los llamados presos políticos en ese país, el fin del conflicto de poderes contra la AN y la realización del referendo revocatorio, asegurando que sus homólogos Enrique Peña Nieto (presidente de México) y Justin Trudeau (primer ministro de Canadá) compartían su posición. El 28 de julio John Kirby, portavoz del departamento de estado estadounidense, dirigió al gobierno de Venezuela una declaratoria enviada a la agencia EFE en el que lo "urgía" a respetar sus propias normas constitucionales y permitir la realización del revocatorio "inmediatamente". El secretario de estado norteamericano John Kerry se dirigió al poder electoral venezolano durante una reunión con su homóloga colombiana María Ángela Holguín el 1 de agosto para que no se "siguiera retrasando" la convocatoria del revocatorio, defendiéndolo como un derecho constitucional de los venezolanos.
La presidenta del poder electoral de Venezuela Tibisay Lucena respondió a las numerosas declaraciones de funcionarios estadounidenses sobre el revocatorio durante una alocución pública que dirigió el 9 de agosto en la que expuso el cronograma tentativo para la fase de participación de la convocatoria del referendo, calificándolas de "Infames" e "interesadas". El 11 de agosto EE. UU. lideró una firma conjunta de 15 Estados miembros de la OEA que en nombre de dicha organización emitieron una declaración pública conjunta donde solicitaban el no-retardo de la convocatoria del referéndum presidencial. El 7 de septiembre el vicepresidente de los EE. UU. Joe Biden expresó su apoyo a la realización del referéndum revocatorio y su rechazo a lo que a su juicio serían actitudes anticonstitucionales del gobierno de Maduro al tiempo que llamó a la liberación a los que a su juicio son prisioneros políticos en Venezuela. El 23 de septiembre el Subsecretario de Estado Adjunto de los EE. UU. para Latinoamérica Francisco Palmieri instó a la realización del referéndum para finales del 2016 y manifestó su respaldo a las movilizaciones populares convocadas por la oposición venezolana para presionar al gobierno venezolano.

### México
En una reunión entre jefes de gobierno del TLCAN del 30 de junio, el presidente estadounidense Barack Obama aseguró que su homólogo mexicano Enrique Peña Nieto lo respaldaba en su convicción de que el gobierno de Venezuela debía propiciar el acercamiento con la oposición de su país liberando a los llamados presos políticos y permitiendo la realización de un referéndum revocatorio convocado por la MUD. El 11 de agosto el gobierno mexicano se suscribió a la solicitud conjunta de 15 Estados miembros de la OEA para instar al gobierno venezolano a permitir la realización "sin demoras" de la convocatoria del referendo revocatorio.
El 29 de septiembre la cancillería mexicana divulgó públicamente una declaración oficial suscrita por las cancillerías de Argentina, Brasil, Paraguay, Perú y Chile para expresar su mutua preocupación por las declaraciones del poder electoral venezolano en las que se estipulaba la posibilidad de que de convocarse el referéndum presidencial contra el mandato de Nicolás Maduro este tendría lugar en el primer trimestre de 2016, dado que ello "afectaría el sentido de la consulta", al tiempo que se ratifica el apoyo de dichos gobiernos al diálogo entre los venezolanos.

### Paraguay
Desde el 1 de junio, en vísperas de la reunión convocada por el secretario general de la OEA Luis Almagro para discutir la aplicación de la Carta Democrática Interamericana contra el gobierno de Venezuela, la embajadora paraguaya ante el organismo Eliza Ruíz Díaz adelantó que su gobierno solicitaría la realización del referéndum revocatorio solicitado por la MUD como solución a la crisis de Venezuela, considerando que ello impediría la salida del país del bloque continental. El líder opositor Henrique Capriles se entrevistó con el presidente paraguayo Horacio Cartes el 13 de junio en el marco de una gira entre los países del Mercosur para solicitarse su apoyo ante la posición de la MUD en las venideras reuniones internacionales a las que Paraguay asistiese tanto en la OEA como en el Mercosur.
Como se había anunciado, en la reunión del consejo permanente de la OEA del 23 de junio la delegación paraguaya sostuvo que se debía permitir la realización del referendo invocado por la oposición de Venezuela como solución "constitucional, pacífica y electoral" del conflicto en ese país, además de darle prioridad al respeto de la separación de poderes y al estado de derecho. En reacción el presidente Maduro declaró que no tenía que responder a los reclamos por un referéndum revocatorio al gobierno de un país que carecía de tal figura legal. Por su posición en contra de lo que calificaba como "posturas autoritarias" del gobierno venezolano, el gobierno de Paraguay fue el primero de los miembros fundadores del Mercosur en expresar su oposición a la designación de Venezuela como presidente pro tempore del bloque alegando el incumplimiento de su gobierno de la cláusula democrática  y también fue el primer gobierno en rechazar la "auto proclamación" de la cancillería venezolana como presidente del organismo declarada el 30 de julio tras la declaración de Uruguay de la finalización del plazo de dicho país en el puesto, apoyando la propuesta de Brasil una dirección colegiada que sustituyese de manera temporal la presidencia del bloque.
Por el rechazo de los países fundadores del Mercosur a la presidencia de Venezuela del bloque la canciller venezolana Delcy Rodríguez acusó a los gobiernos de Paraguay, Brasil y Argentina de conformar una "Nueva Triple Alianza" de "extrema derecha" que llevase a cabo una "operación cóndor" en contra de los intereses de Venezuela, mientras que el presidente venezolano Maduro fue más lejos y calificó al gobierno paraguayo como "oligarquía corrupta narcotraficante". Las declaraciones del gobierno venezolano generaron una crisis diplomática y la congelación de relaciones entre Venezuela y Paraguay, calificando el gobierno paraguayo las declaraciones de Maduro como "términos despectivos e indignantes", mientras que se aseguró desde la dirección de política multilateral paraguaya que el término "triple alianza" (referencia a una guerra demográficamente catastrófica para Paraguay en el siglo XIX) había "herido los sentimientos nacionales" de los paraguayos.
El 29 de septiembre la cancillería paraguaya se suscribió a una declaración conjunta con las cancillerías de Argentina, Brasil, Chile, Perú y México para expresar su mutua preocupación por las declaraciones del poder electoral venezolano en las que se estipulaba la posibilidad de que de convocarse el referéndum presidencial contra el mandato de Nicolás Maduro este tendría lugar en el primer trimestre de 2016, dado que ello "afectaría el sentido de la consulta", al tiempo que se ratifica el apoyo de dichos gobiernos al diálogo entre los venezolanos.

### Perú
El 11 agosto, poco después de la proclamación de Pedro Pablo Kuczynski como presidente de Perú, tuvo lugar una entrevista privada entre este con el líder opositor Henrique Capriles en la Casa de Pizarro en la que el dirigente venezolano consiguió vincular al mandatario peruano para que prestara su apoyo explícito a la solicitud de la oposición venezolana de invocar un referéndum revocatorio en 2016, mientras que en simultáneo a la reunión la representación peruana en la OEA se sumó a la declaración de 15 Estados miembros del organismo que solicitaron la pronta realización de la consulta en Venezuela.
Ese mismo día se presentó en plenaria del Congreso de Perú la propuesta de una moción en apoyo a la ciudadanía venezolana y en rechazo a la crisis institucional en el país y en apoyo a la realización de la consulta referendaria, con el apoyo de todas las bancadas del parlamento menos la del Frente Amplio (partido afín a las políticas del ALBA y el Foro de São Paulo) que calificó la propuesta como una "interferencia" a los asuntos internos de Venezuela, y propuso en contramedida una propuesta en respaldo a la misión de diálogo de la Unasur, con rechazo del resto de las bancadas, que el 14 de agosto aprobaron otra moción para solicitar una misión de observación de la OEA en Venezuela.
El 20 de septiembre durante su intervención como Jefe de Estado en la 71ra Asamblea General de la ONU el presidente Kuczynski instó a los mandatarios de la organización a no ser indiferentes ante la crisis política y económica de Venezuela, argumentando que el respeto al principio de no-intervención "no puede ni debe contraponerse con la defensa y promoción internacionales de la democracia y los derechos humanos". El 29 de septiembre la cancillería peruana se suscribió a una declaración conjunta con las cancillerías de Argentina, Brasil, Chile, Paraguay y México para expresar su mutua preocupación por las declaraciones del poder electoral venezolano en las que se estipulaba la posibilidad de que de convocarse el referéndum presidencial contra el mandato de Nicolás Maduro este tendría lugar en el primer trimestre de 2016, dado que ello "afectaría el sentido de la consulta", al tiempo que se ratifica el apoyo de dichos gobiernos al diálogo entre los venezolanos.

### Uruguay
El gobierno uruguayo presidido por Tabaré Vázquez (aliado histórico del chavismo) firmó una declaración conjunta con Colombia, Chile y Argentina divulgada el 31 de mayo en la que los gobiernos firmantes expresaban su compromiso para apoyar un posible proceso de "dialogo y reconciliación" en Venezuela y donde expresaban la necesidad de permitir la apertura de procesos constitucionales como la realización de un referéndum revocatorio en ese país como medida para poner fin a la crisis política y social vivida por los venezolanos. El 11 de junio las cancillerías de Uruguay, Argentina y Chile celebraron el anuncio del poder electoral venezolano de que tendría lugar el proceso de verificación de la fase de promoción con el que daba continuidad a la convocatoria del referendo.
El 21 de junio durante la reunión del consejo permanente de la OEA para discutir la posible implementación de la CDI contra el gobierno venezolano, la delegación uruguaya manifestó su respaldo al proceso de diálogo entre gobierno y oposición venezolanos propulsado por la Unasur y destacó que su gobierno apoyaba medidas constitucionales para la resolución del conflicto político como el referendo revocatorio. Durante la crisis interna del Mercosur, el gobierno uruguayo, tras dar por cesado su periodo como presidente pro tempore de la organización el 29 de julio, fue el único de los miembros fundadores del bloque en reconocer la asunción del cargo por parte del gobierno de Venezuela a pesar de no haber tenido lugar el traspaso protocolar y como tal fue el único miembro pleno del bloque en asistir a la reunión convocada por la cancillería venezolana el 29 de agosto.
El 11 de agosto la delegación uruguaya en la OEA firmó una declaración pública en conjunto con otros 14 Estados miembros de la OEA en nombre de dicha organización para expresar al gobierno venezolano su deseo y convicción de que no se provocasen "demoras" en la convocatoria del referendo presidencial solicitado por la MUD, a lo que el embajador de Venezuela ante la OEA calificó como un gesto "antidiplomático". El 14 de septiembre Uruguay cedió en su posición, y acordó con el resto de los países fundadores del Mercosur establecer de manera oficial y definitiva una presidencia colegiada de los 4 gobiernos de la organización, en detrimento de la presunta presidencia ejercida por el gobierno venezolano, al tiempo que la nueva presidencia conjunta dictaminó darle al gobierno venezolano un plazo no posterior al 1 de diciembre para que Venezuela adaptase sus normativas legales y arancelarias a los acuerdos del bloque, bajo riesgo de ser suspendido de su membresía en el caso de no acatar la decisión.

### Otros
- Belice: El 11 de agosto el gobierno de Belice se suscribió a la declaración conjunta de 15 países miembros de la OEA que en el nombre de dicha organización solicitaron la apertura de un "diálogo franco" en Venezuela para la realización "sin demoras" de un referéndum revocatorio presidencial en ese país.[17]
- Costa Rica: Durante la asamblea general de la OEA del 12 de junio, el canciller costarricense Manuel González Sanz lamentó que entre gobierno y oposición venezolanos no pareciese existir hasta ese momento gestos para propiciar el diálogo propuesto por la Unasur para resolver la crisis política en ese país, y pidió a nombre de su gobierno que el diálogo no fuese usado como "excusa para no actuar".[129] El 11 de agosto la delegación de Costa Rica firmó un acuerdo con otros 14 Estados miembros de la OEA para pedir la convocatoria "sin demoras" del referéndum revocatorio solicitado por la oposición venezolana en ese país por parte del gobierno venezolano.[130]
- Guatemala: El gobierno de Guatemala junto a otros 14 Estados miembros de la OEA suscribió el 11 de agosto un comunicado para instar al gobierno venezolano la realización "sin demoras" de la convocatoria de referendo presidencial solicitada por la oposición venezolana.[17]
- Honduras: La delegación de Honduras en nombre de su gobierno se suscribió el 11 de agosto a un comunicado oficial de la OEA respaldado por 15 de sus Estados miembros para solicitarle al gobierno venezolano la realización "sin demoras" del referéndum revocatorio solicitado por la oposición de ese país a través de un "dialogo franco" entre las partes.[131]
- Italia: El 29 de julio el parlamento italiano elevó una resolución en solicitud de la liberación de los presuntos presos políticos en Venezuela y la realización del referéndum revocatorio solicitado por la oposición de ese país, al tiempo que la canciller venezolana Delcy Rodríguez se reunió con su homólogo italiano Paolo Gentiloni que en nombre de su gobierno solicitó un "compromiso firme" del gobierno venezolano para la solución de la crisis social y económica vivida por Venezuela.[132]
- Panamá: El gobierno de Panamá se suscribió a los 15 Estados miembros de la OEA que el 11 de agosto emitieron a nombre de dicha organización una declaración conjunta al gobierno venezolano que permitiese un "dialogo efectivo" con la oposición de su país y que permitiese la realización "sin demoras" del referéndum revocatorio solicitado por la MUD.[133]
- Rusia: En un comunicado oficial fechado el 3 de octubre la cancillería rusa expresó que a juicio del gobierno de Vladímir Putin "fuerzas irreconciliables dentro de Venezuela apoyadas por gobiernos extranjeros" estarían buscando provocar "escenarios de tensión" dentro del país, que según dicha perspectiva buscaría como meta la destitución del gobierno de Nicolás Maduro, y que por ello el gobierno ruso expresaba su apoyo a los anuncios hechos por el poder electoral venezolano que establecía plazos tentativos para la convocatoria del referéndum revocatorio en ese país para el primer trimestre de 2017.[134]
- Santa Sede: Ante la solicitud abierta de voceros de la MUD de integrar a la iglesia católica como mediadora en el posible diálogo entre la oposición y el gobierno venezolanos propuesto por la Unasur, el diario argentino Clarín divulgó en julio como información extraoficial la supuesta solicitud de parte del Secretario de Estado de la Santa Sede Pietro Parolin de que el referéndum revocatorio solicitado por la oposición de Venezuela fuese convocado "lo antes posible".[135] El gobierno venezolano oficializó su solicitud de la integración del Vaticano a los diálogos de la Unasur el 23 de septiembre, y la MUD hizo lo mismo el 28 de septiembre,[136] y estas fueron confirmadas por la Conferencia Episcopal Venezolana (CEV) el 11 de octubre.[137]

## Organizaciones políticas y no gubernamentales
- Internacional Socialista: El 1 de julio el Consejo de la Internacional Socialista (cuyo vicepresidente para América Latina es el Presidente de la AN Henry Ramos Allup)[138] aprobó una resolución para extender una comunicación pública en la que la organización abogó por la realización del referéndum revocatorio en Venezuela además de la liberación de los presuntos presos políticos de la oposición, la subsanación de la crisis de desabastecimiento y el fin del conflicto de poderes, a juicio de la internacional, promovido por el gobierno venezolano en contra de la asamblea nacional con mayoría opositora.[139]
- Partido Socialista Obrero Español: El expresidente de gobierno de España y líder histórico del PSOE Felipe González, quien se impulsó por iniciativa propia a volverse vocero por la liberación de los llamados presos políticos de Venezuela desde 2015,[140] declaró el 15 de agosto que sin que se garantizara la realización del referéndum revocatorio convocado por la oposición venezolana ni la liberación de los considerados presos de conciencia, no estaban dadas las condiciones para el diálogo propuesto por la Unasur defendido por su compañero de partido José Luis Rodríguez Zapatero,[141] y en una entrevista con la cadena NTN24 del 30 de agosto que el gobierno venezolano trataba de transmitirle miedo a la población de su país, y que si Maduro se resistía a permitir la realización del referendo "debería dimitir".[142]
- Ciudadanos-Partido de la Ciudadanía: El líder y fundador del partido liberal español Ciudadanos (Cs) Albert Rivera viajó a Venezuela el 23 de mayo por invitación de la bancada de la MUD en la AN para participar como orador en una sesión ante el parlamento en defensa de la propuesta de la oposición venezolana en convocar un referéndum revocatorio en el año 2016 contra el mandato de Nicolás Maduro. A su llegada al país Rivera aseguró que apoyaba la realización del referéndum dado el estado "excepcional" de la crisis venezolana.[143] En su intervención ante la asamblea en la sesión ordinaria del 24 de mayo el diputado español señaló su apreciación las condiciones de la crisis venezolana en sus aspectos económicos, sociales y de seguridad, calificándola de "crisis humanitaria", ratificó la amistad entre españoles y venezolanos y llamó al gobierno de Venezuela a permitir la realización del referendo en normalidad y a "no temerle a las urnas".[144] La visita de Rivera a Venezuela fue fustigada desde España por su rival político el líder y fundador del partido izquierdista Podemos Pablo Iglesias (principal aliado español del gobierno de Venezuela) quien lo acusó de usar su viaje al país como táctica de su campaña con miras a la repetición de las elecciones generales.[145]
- Izquierda Unida: El partido español de tendencia comunista IU en coordinación con el conglomerado autodenominado "Movimiento de Solidaridad con la Revolución Bolivariana" convocó el 1 de septiembre a una manifestación en apoyo a la presidencia de Nicolás Maduro en reacción a lo que calificaron como "intentona golpista de ultraderecha con apoyo de países capitalistas", en reacción a la multitudinaria participación de opositores venezolanos en la denominada "toma de Caracas" calificada por el gobierno Venezolano como parte de un "cronograma conspirativo" que tendría la intención de llevar a cabo un golpe de Estado en su contra. Los izquierdistas españoles programaron su manifestación para realizarse en la Puerta del Sol de Madrid el 13 de septiembre, fecha de inicio de la cumbre del MNOAL en Margarita.[146]
- Centro Carter: En la mañana del 2 de septiembre el secretario general de la OEA Luis Almagro se reunió con el expresidente de EE. UU. y líder y fundador del Centro Carter Jimmy Carter, y juntos felicitaron a la ciudadanía venezolana por la realización sin incidentes violentos de la denominada "toma de Caracas", y solicitaron juntos la liberación de los presuntos presos políticos de Venezuela y por la realización del referéndum revocatorio reclamado por la MUD en la manifestación de Caracas antes de concluido el año 2016.[147]